# Меґаджел (Алабама)
Меґаджел (англ. Megargel) — переписна місцевість (CDP) в США, в окрузі Монро штату Алабама. Населення — 60 осіб (2020).

## Географія
Меґаджел розташований за координатами 31°22′41″ пн. ш. 87°25′50″ зх. д. / 31.37806° пн. ш. 87.43056° зх. д. (31.378141, -87.430649).  За даними Бюро перепису населення США в 2010 році переписна місцевість мала площу 1,78 км², уся площа — суходіл.

### Клімат
| Клімат : Меґаджел     | Клімат : Меґаджел | Клімат : Меґаджел | Клімат : Меґаджел | Клімат : Меґаджел | Клімат : Меґаджел | Клімат : Меґаджел | Клімат : Меґаджел | Клімат : Меґаджел | Клімат : Меґаджел | Клімат : Меґаджел | Клімат : Меґаджел | Клімат : Меґаджел | Клімат : Меґаджел |
| Показник              | Січ.              | Лют.              | Бер.              | Квіт.             | Трав.             | Черв.             | Лип.              | Серп.             | Вер.              | Жовт.             | Лист.             | Груд.             | Рік               |
| Середній максимум, °C | 15,0              | 17,2              | 21,1              | 25,0              | 29,4              | 31,7              | 32,8              | 32,8              | 30,6              | 26,1              | 20,6              | 16,1              | 25,0              |
| Середній мінімум, °C  | 3,3               | 4,4               | 7,8               | 11,7              | 16,1              | 19,4              | 21,1              | 20,6              | 18,3              | 12,2              | 6,7               | 3,9               | 12,2              |
| Норма опадів, мм      | 132               | 132               | 165               | 130               | 119               | 132               | 155               | 127               | 117               | 69                | 109               | 132               | 1521              |
| --------------------- | ----------------- | ----------------- | ----------------- | ----------------- | ----------------- | ----------------- | ----------------- | ----------------- | ----------------- | ----------------- | ----------------- | ----------------- | ----------------- |
| Джерело: Weatherbase  |                   |                   |                   |                   |                   |                   |                   |                   |                   |                   |                   |                   |                   |

## Демографія
Згідно з переписом 2010 року, у переписній місцевості мешкали 62 особи в 31 домогосподарстві у складі 21 родини. Густота населення становила 35 осіб/км².  Було 38 помешкань (21/км²).
Расовий склад населення:
| - 91,9 % — білих - 3,2 % — корінних американців - 3,2 % — чорних або афроамериканців |

До двох чи більше рас належало 1,6 %. Частка іспаномовних становила 0,0 % від усіх жителів.
За віковим діапазоном населення розподілялося таким чином: 16,1 % — особи молодші 18 років, 53,3 % — особи у віці 18—64 років, 30,6 % — особи у віці 65 років та старші. Медіана віку мешканця становила 51,0 року. На 100 осіб жіночої статі у переписній місцевості припадало 72,2 чоловіків;  на 100 жінок у віці від 18 років та старших — 79,3 чоловіків також старших 18 років.
Цивільне працевлаштоване населення становило 16 осіб. Основні галузі зайнятості: транспорт — 100,0 %.